# Tierpark Langenthal
Koordinaten: 47° 12′ 42,6″ N, 7° 47′ 53,1″ O; CH1903: 627231 / 229051
Der Tierpark Langenthal liegt in der Stadt Langenthal im Kanton Bern in der Schweiz. Er wurde 1891 vom Verschönerungsverein Langenthal als Hirschpark gegründet. Am 12. und 13. August 2016 beging der Tierpark sein 125. Jubiläum.

## Tierarten
Auf dem drei Hektar grossen Gelände leben in locker gegliederten Gehegen rund 80 Tiere aus acht verschiedenen Tierarten, unter anderem Dam-, Sika-, Rothirsche und Schwarzwild. Zudem gibt es Zwergziegen, Esel und Ponys.

## Geschichte
- 1891: Gründung durch 32 Naturfreunde des Verschönerungsvereins Langenthal. Die Bürgergemeinde stellte das Areal auf dem Hinterberg kostenlos zur Verfügung
- 1898: Der Tierpark Langenthal wird erweitert
- 1963: Sikahirsche und Zwergziegen ziehen in die Gehege ein
- 1979: Der Park erreicht nach weiteren Erweiterungsprogrammen seine heutige Grösse von 3 Hektar
- 2016: 125-jähriges Jubiläum[3]